# エレン・ドリュー
エレン・ドリュー（1914年11月23日 - 2003年12月3日）は、アメリカ合衆国の映画女優。

## 生涯
ミズーリ州カンザスシティにアイルランド系理容師の娘として生まれる。本名エスター・ロレッタ・レイ（Esther Loretta Ray）。様々な職業に就きながら、多くの美人コンテストで優勝。スターになることを目指してハリウッドに行く。アイスクリーム店で働いていた時、客の一人だった俳優のウィリアム・デマレストに見いだされ、映画界入り。
テリー・レイ（Terry Ray）という芸名でデビューしようとしたら、同名の男性俳優がいた。協議の結果、帽子でくじをひいてどちらかが名前を変更することになり、負けた男優のテリー・レイはテリー・レインズに、勝った彼女はそのままテリー・レイの名前でデビューした。
その名前で25本の映画に出演した後、エレン・ドリューに改名。1938年から1944年にかけてパラマウント映画専属として、年6本の映画に出演。『Sing, You Sinners』（1938年）ではビング・クロスビーと、『The Lady's from Kentucky』（1939年）ではジョージ・ラフトと共演した。1944年にRKOに移籍。『吸血鬼ボボラカ』（1945年）などに出演。
第二次世界大戦後は各社で、『Johnny O'Clock』（1947年）、『コロラド』（1948年）、『銃弾都市』（1949年）、『アリゾナのバロン』（1950年）などに出演。1950年代になると映画の仕事が減り、テレビドラマに出演する。最後のテレビ出演は『弁護士ペリー・メイスン』のシーズン4、12話『The Case of the Larcenous Lady』（1960年）。
映画・テレビ以外では1943年7月25日にCBSラジオの『Silver Theater』のラジオドラマ『China Bridge』でプレストン・フォスターと共演。
私生活では4度の結婚。2度目の結婚は脚本家のサイ・バートレットとで、1941年8月16日ネバダ州タホ湖で挙式した。
2003年12月3日、カリフォルニア州パームデザートで肝臓病 のため死去。88歳だった。死後、火葬され海に散骨された。

## 名誉
1960年、映画界への貢献によりハリウッド・ウォーク・オブ・フェームのハリウッド大通り6901に星型のプレートが埋め込まれた。

## 主な出演作品
- Lady Be Careful (1936)
- 1937年の大放送 The Big Broadcast of 1937 (1936)
- The Accusing Finger (1936)
- 女を捜せ Murder Goes to College (1937)
- Night of Mystery (1937)
- Dangerous to Know (1938)
- 真人間 You and Me (1938)
- Sing, You Sinners (1938)
- 放浪の王者（英語版） If I Were King (1938)
- The Lady's from Kentucky (1939)
- The Gracie Allen Murder Case (1939)
- Geronimo (1939
- French Without Tears (1940)
- Women Without Names (1940)
- Buck Benny Rides Again (1940)
- Christmas in July (1940)
- Texas Rangers Ride Again (1940)
- The Mad Doctor (1941)
- The Monster and the Girl (1941) -　主演
- Reaching for the Sun (1941)
- The Parson of Panamint (1941)
- Our Wife (1941)
- The Night of January 16th (1941)
- The Remarkable Andrew (1942)
- My Favorite Spy (1942)
- Ice-Capades Revue (1942) - 主演
- Night Plane from Chungking (1943)
- Strange Confession (1944)
- That's My Baby! (1944)
- Dark Mountain (1944)
- China Sky (1945)
- 吸血鬼ボボラカ Isle of the Dead (1945) as Thea
- Man Alive (1945)
- Sing While You Dance (1946) - 主演
- Crime Doctor's Manhunt (1946)
- Johnny O'Clock (1947)
- The Swordsman (1948)
- コロラド The Man from Colorado (1949) as Caroline Emmet
- 銃弾都市 The Crooked Way (1949) as Nina Martin
- Davy Crockett, Indian Scout (1950)
- アリゾナのバロン（英語版） The Baron of Arizona (1950)
- Stars in My Crown (1950)
- Cargo to Capetown (1950)
- The Great Missouri Raid (1951)
- 馬上の男 Man in the Saddle (1951)
- Outlaw's Son (1957)